# الحاوية (حزم العدين)

تعديل مصدري - تعديل

الحاوية محلة تابعة لقرية المجاهدة، التابعة لعزلة المجاهدة بمديرية حزم العدين إحدى مديريات محافظة إب في الجمهورية اليمنية، بلغ تعداد سكانها 178 حسب تعداد اليمن لعام 2004.